# Kivisaari (ö i Finland, Södra Karelen, Villmanstrand, lat 60,98, long 27,61)
Kivisaari är en ö i Finland. Den ligger i sjön Kivijärvi och i kommunen Luumäki i den ekonomiska regionen  Villmanstrands ekonomiska region  och landskapet Södra Karelen, i den södra delen av landet, 170 km nordost om huvudstaden Helsingfors. Öns area är 7,7 hektar och dess största längd är 0,6 kilometer i sydväst-nordöstlig riktning.